# Avinurme
Avinurme (německy Awwinorm) je městečko v Estonsku v obci Mustvee, v kraji Jõgevamaa. Před správní reformou z roce 2017 byla v kraji Ida-Virumaa, samosprávně patřící do obce Avinurme, jejímž byla administrativním centrem. Městečko leží na řece Avijõgi, asi 15 km severoseverozápadně od Mustvee.

## Historie
První písemná zmínka o obci pochází z roku 1599, kde je uvedena jako vesnice Awinorma.
Obec patřila k starověkému regionu Vaiga obce Torma v nejvýchodnější části Livonské provincie na severu Estonska.Avinurme bylo panství.
Obec měla železniční stanici na úzkorozchodné trati Sonda–Mustvee mezi léty 1926–1972.
Ve dnech 19. a 20. září 1944 probíhaly boje o obec.
Od počátku 20. století je Avinurme proslulé výrobou dřevěných nádob a jiných dřevěných výrobků. Na svatého Jana se zde koná tradiční veletrh.

## Památky
- V obci se nachází centrum kulturního dědictví s železničním muzeem
- Jednolodní zděný farní kostel postavený v letech 1906–1909[4]